# 和田侑子
和田 侑子（わだ ゆうこ）は日本で活動するミュージカル俳優および元バレリーナである。秋田県雄勝郡羽後町出身。劇団四季所属。

## 来歴
4歳からクラシックバレエを始め、その後はバレリーナとして活動していた。2006年に劇団四季研究所へ46期生として入所しミュージカル俳優に転向した。同期生には伊藤綾祐、金平真弥、厂原時也、田中宣宗などがいる。2007年6月21日に上演された夢から醒めた夢全国公演のアンサンブル9枠役が初舞台出演となった。2011年にはユタと不思議な仲間たち東北特別招待公演に地元東北地方出身者として公演に帯同した。

## 主な出演作品
- 夢から醒めた夢（2007年アンサンブル9枠）
- 魔法をすてたマジョリン（2007年村人/魔女たち）
- 人間になりたがった猫（2008年アンサンブル）
- ユタと不思議な仲間たち（2009年モンゼ、2011年小夜子）
- コーラスライン（2009年マギー）
- エクウス（2010年看護婦）
- キャッツ（2011年シラバブ）
- リトル・マーメイド（2016年アンサンブル5枠/アラーナ）

※括弧内の年は初出演年